# Anuwat Noicheunphan
Anuwat Noicheunphan (tiếng Thái: อนุวัติ น้อยชื่นพันธ์, sinh ngày 21 tháng 9 năm 1988) là một cầu thủ bóng đá người Thái Lan thi đấu ở vị trí tiền vệ cho câu lạc bộ Giải bóng đá Ngoại hạng Thái Lan Buriram United và đội tuyển quốc gia Thái Lan.

## Sự nghiệp quốc tế
Vào tháng 3 năm 2015 Anuwat ra mắt cho Thái Lan trong trận giao hữu trước Singapore.

### Quốc tế
Tính đến 12 tháng 11 năm 2015
| Đội tuyển quốc gia | Năm  | Số trận | Bàn thắng |
| ------------------ | ---- | ------- | --------- |
| Thái Lan           | 2015 | 4       | 0         |
| Thái Lan           | Tổng | 4       | 0         |